# Friedrich Erdmann
Friedrich Erdmann, född 16 mars 1859 i Dannhorst vid Celle, död 3 januari 1943 i Neubruchhausen vid Hannover, var en tysk skogsman.
Erdmann var 1892-1924 förvaltare av reviret Neubruchhausen i nordvästra Tyskland. Erdmann var en föregångsman beträffande skötseln av degenererad skogsmark och utgav bland annat Die Heideaufforstung und die weitere Behandlung der aus ihr hervorgegangenen Beständ (1904) och Die nordwestdeutsche Heide in forstlicher Beziehung (1907).